# إبراهيم سمارة
إبراهيم عمر سمارة، لاعب كرة قدم فلسطيني سابق. وقد كان يلعب مع نادي العربي الكويتي، وقد سجل هدف في نهائي كأس الأمير 1961/1962، وكان هداف لكأس الأمير 1962/1963 برصيد 3 أهداف.